# Перший апеляційний адміністративний суд

Юрисдикція суду

Перший апеляційний адміністративний суд — апеляційний спеціалізований адміністративний суд, розміщений у місті Краматорську. Юрисдикція суду поширюється на Донецьку та Луганську області.
Суд утворений 20 червня 2018 року на виконання Указу Президента «Про ліквідацію апеляційних адміністративних судів та утворення апеляційних адміністративних судів в апеляційних округах» від 29 грудня 2017 року, згідно з яким мають бути ліквідовані апеляційні адміністративні суди та утворені нові суди в апеляційних округах.
Місцезнаходженням суду згідно з Указом Президента є Донецьк та Краматорськ.
Донецький апеляційний адміністративний суд здійснював правосуддя до початку роботи нового суду, що відбулося 3 жовтня 2018 року.
Указ Президента про переведення суддів до нового суду виданий 28 вересня 2018 року.

## Структура
Структура суду передбачає посади голови суду, його заступника, суддів, керівника апарату, його заступника, помічників суддів, секретарів судових засідань, інші структурні підрозділи.
Спеціалізація суддів не встановлена.
Суддею-спікером є Казначеєв Едуард Геннадійович.

## Керівництво
Голова суду — Геращенко Ігор Володимирович
 Заступник голови суду —
 Керівник апарату суду — Гатченко Наталя Анатоліївна.